# 中国神学院
中国神学院位於中国杭州，是一所由内地会设立的的神學院。
中国神学院成立于1948年，位于杭州城北武林门内西大街（今武林路）的内地会敬一堂。
1952年7月至9月，杭州市举办为期50天的“基督教三自革新工作人员学习会”，学习人员住在中国神学院。
1952年11月，中国神学院并入南京金陵协和神学院。其原址已于1984年拆毁。